# Chiara Leone
Chiara Leone (Santiago del Cile, 26 ottobre 2000) è una modella cilena.

## Biografia

### Primi Anni
Chiara Leone è nata il 26 ottobre 2000 nella capitale cilena di Santiago del Cile. All'età di 12 anni ha partecipato a una scoperta a Maitencillo, dove ha emesso la sua carriera come modello nell'agenzia Elite del Cile. Leone ha completato i suoi studi scolastici presso il San Benito College di Santiago del Cile, sua città natale.

### Elite Model Look 2015
Nel settembre del 2015, Chiara ha vinto il concorso di bellezza Elite Model Look Cile, così è stato il rappresentante del Cile nel Elite Model Look Internazionale 2015, che è entrato tra i 10 finalisti. Insieme ai modelli María Almenta del la Spagna, Matilde Rastelli de Italia, Charlotte Corn del Regno Unito, QiMan Hu del la Cina, Anouk Thijssen dei Paesi Bassi.

## Carriera
Nei primi mesi del 2017, ha iniziato ad apparire sulle passerelle della settimana della moda parigina per marchi come Valentino, Alberta Ferretti, Giorgio Armani tra gli altri. Ha anche partecipato alla sfilata di Dolce & Gabbana Alta Moda a Milano. Chiara era volto di una campagna pubblicitaria di Valentino. Attualmente Leone spostato fuori e vive con la famiglia a Milano, a partire dall'inizio del 2016, di continuare la sua carriera di modella e ha firmato con l'agenzia di modelle Elite Milano.